# Abaraeus
Abaraeus is een kevergeslacht uit de familie van de boktorren (Cerambycidae). De wetenschappelijke naam van het geslacht werd voor het eerst geldig gepubliceerd in 1903 door Jordan.

## Soorten
Abaraeus omvat de volgende soorten:
- Abaraeus cuneatus Jordan, 1903
- Abaraeus curvidens Aurivillius, 1908
- Abaraeus hamifer Aurivillius, 1907